# 唐勇 (1963年)
唐勇（1963年8月—），男，漢族，陕西汉中人，在職研究生學歷。高級管理人員工商管理碩士。1981年10月參加工作，1986年6月加入中國共產黨。

## 生平
在陝西省團校學習完畢後，到漢中市基層單位任職。2006年6月，當選略陽縣人民政府縣長。2010年11月，改任略陽縣委書記。2015年6月，調至陝西省委擔任統戰部紀檢組組長。2018年4月，成為陝西省委統戰部副部長。
2020年6月30日，陝西省紀委監委宣布唐勇涉嫌嚴重違紀違法，正在接受紀律審查和監察調查。

### 爭議
2008年6月，時任略陽縣縣長的唐勇通過商人鄧偉朝運作，前後送給四川師範大學校長周介銘12萬元現金，藉以幫助其子進入川師大本科就讀。2012年底，為讓唐勇兒子報考研究生時繼續獲得幫助，鄧偉朝再次送給周介銘5萬元現金。